# Damalis felderi
Damalis felderi är en tvåvingeart som beskrevs av Ignaz Rudolph Schiner 1867. Damalis felderi ingår i släktet Damalis och familjen rovflugor.
Artens utbredningsområde är Sri Lanka. Inga underarter finns listade i Catalogue of Life.